# Jeleabovka (Nîjnohirskîi)
Jeleabovka (în ucraineană Желябовка) este localitatea de reședință a comunei Jeleabovka din raionul Nîjnohirskîi, Republica Autonomă Crimeea, Ucraina.

## Demografie
Componența lingvistică a localității Jeleabovka
     Rusă (79,01%)
     Tătară crimeeană (13,4%)
     Ucraineană (6,92%)
     Alte limbi (0,06%)
Conform recensământului din 2001, majoritatea populației localității Jeleabovka era vorbitoare de rusă (79,01%), existând în minoritate și vorbitori de tătară crimeeană (13,4%) și ucraineană (6,92%).